# Suggestione
La suggestione (dal latino suggestio -onis, propr. «suggerimento», da suggerĕre, suggerire, il cui  participio passato è suggestus) è una forma di comunicazione mediante la quale in un individuo - senza ch'egli avverta imposizione né comando alcuno, in assenza di razionale e libera scelta oltre che di consapevolezza - viene indotta una convinzione, un pensiero o una condizione esistenziale senza che egli possa opporvisi né avverta la ragione di farlo neppure su altrui pressione.

## Le forme della suggestione
La suggestione quindi è un fenomeno che incide dall'esterno sulla coscienza individuale. Quando la suggestione proviene dalla stessa interiorità del soggetto si parla di autosuggestione. L'allucinazione è un fenomeno di suggestione in cui l'individuo scambia per reale un oggetto inesistente. 

### Autosuggestione
Il fenomeno suggestivo dell'autosuggestione si origina quando all'interno della coscienza individuale si avverte un contrasto tra i contenuti di due condizioni psichiche ed avviene che il soggetto non riuscendo più a controllare l'opposta dualità lascia che un contenuto s'imponga sull'altro. L'autosuggestione è facilitata da comportamenti e opinioni già preventivamente acquisiti come può avvenire in un soggetto che convinto di avere una determinata malattia ne sviluppa realmente i sintomi per convalidare la sua convinzione.

### Allucinazione
L'allucinazione è una falsa percezione in assenza di uno stimolo esterno reale. È spesso definita in psicopatologia "percezione senza oggetto" tale che il soggetto si autosuggestiona convincendosi della realtà della sua presenza. Nei casi in cui due o più persone condividono la stessa esperienza illusoria si parla di allucinazione collettiva.

### Suggestione ipnotica
Tale processo - che  può provocare modificazioni consistenti, permanenti oppure transitorie, sia nei processi psichici che nel comportamento - è usato anche nella pratica dell'ipnosi (suggestione ipnotica e post-ipnotica). 

## La suggestione mediatica

### Il linguaggio
La suggestione indotta dalla comunicazione è presente nella storia della filosofia con il movimento della sofistica che utilizza la parola per convincere l'interlocutore, attratto dal discorso, ad aderire ad una tesi senza chiedersi se sia vera o falsa: 
Questa capacità di suggestionare è stata considerata da Max Weber associata al carisma inteso come presunto possesso  da parte di un individuo di particolari doti che lo rendono superiore agli altri che suggestionati lo riconoscono come leader. 

### I mass media
Nel corso degli anni è stata prodotta un'enorme quantità di studi e ricerche sugli effetti causati dai mezzi di comunicazione di massa   e ancora oggi gli esperti si dividono, secondo una famosa definizione di Umberto Eco, fra "apocalittici" e "integrati" (cioè tra chi attribuisce ai media una portata sostanzialmente suggestiva distruttiva rispetto alla socializzazione ordinaria e chi è propenso, piuttosto, a considerare gli esiti positivi e controllabili della socializzazione tramite media).
Inoltre, i mass media, per la loro stessa struttura comunicativa, modificano profondamente la nostra percezione della realtà e della cultura, secondo il principio di Marshall McLuhan per cui "il medium è il messaggio" . Infine, poiché un aspetto molto importante della comunicazione di massa è la produzione in serie di messaggi come "merce", diventa molto importante lo studio delle strategie con cui vengono prodotti e diffusi i messaggi, specialmente quando lo scopo di questi messaggi è quello di suggestionare cioè influenzare le idee ed i comportamenti dei destinatari, come accade nella comunicazione politica o nella pubblicità.